# Raffaele Calabria
Raffaele Calabria (* 11. Dezember 1906 in Lucera, Provinz Foggia, Italien; † 24. Mai 1982 in Benevento) war Erzbischof von Otranto, später von Benevent.

## Leben
Calabria studierte an der Päpstlichen Universität Gregoriana in Rom und erhielt am 16. März 1929 die Priesterweihe. 
Papst Pius XII. ernannte ihn am 6. Mai 1950 zum Titularerzbischof von Soteropolis und zum Koadjutorerzbischof von Otranto. Die Bischofsweihe spendete ihm am 29. Juni desselben Jahres der Erzbischof von Salerno Demetrio Moscato. Mitkonsekratoren waren die Bischöfe Federico Pezzullo und Domenico Vendola. Am 10. Juli 1952 wurde Calabria neuer Erzbischof von Otranto.
Papst Johannes XXIII. ernannte ihn am 12. Juli 1960 zum Koadjutorerzbischof von Benevent und wies ihm das Titularerzbistum Heliopolis in Phoenicia zu. Nach dem Tod von Agostino Mancinelli folgte er diesem am 1. Januar 1962 als Erzbischof von Benevent. Er nahm von 1962 bis 1965 am Zweiten Vatikanischen Konzil teil. Dort vertrat er eher konservative Positionen. Am 28. Juni 1965 konnte er die neue Kathedrale von Benevent einweihen.